# Stafford Warren
Stafford Leak Warren (Maxwell (Novo México), 19 de julho de 1896 — Pacific Palisades, 26 de julho de 1981) foi um médico e radiologista estadunidense.
Foi pioneiro no campo da medicina nuclear, sendo mais conhecido pela invenção da mamografia. Warren desenvolveu a técnica de produção de imagens estereoscópicas dos seios com raios X, quando trabalhava no Departamento de Radiologia do Centro Médico da Universidade de Rochester.